# Wiersdorf (Wallstawe)
Wiersdorf ist ein Ortsteil der Gemeinde Wallstawe der Verbandsgemeinde Beetzendorf-Diesdorf im Altmarkkreis Salzwedel in Sachsen-Anhalt, Deutschland.

## Geographie
Wiersdorf, ein Rundplatzdorf mit Kirche, liegt etwa 5 Kilometer nordwestlich von Wallstawe und etwa 15 Kilometer südwestlich der Kreisstadt Salzwedel in der Altmark. Nördlich fließt die Salzwedeler Dumme.
Nachbarorte sind Deutschhorst im Nordwesten, Langenapel im Nordosten, Ellenberg im Südosten, sowie Nipkendey und Dähre im Südwesten.

## Geschichte

### Mittelalter bis Neuzeit
Die erste urkundliche Erwähnung von Wiersdorf als ville wydersdorpe stammt aus dem Jahre 1349, als Konventualinnen des Klosters Diesdorf Zuwendungen für den Ankauf von Wiersdorf leisteten.
Im Landbuch der Mark Brandenburg von 1375 wird das Dorf als Viderstorp aufgeführt. Das Kloster Diesdorf hatte dort Besitz. Weitere Nennungen sind 1377 villam in Wederstorpe, 1585 Widerßdorff, 1608 Wiederstorff, 1687 Wiederstorff und 1804 Wiersdorf, ein Dorf mit 13 Feuerstellen.

### Herkunft des Ortsnamens
Heinrich Sültmann übersetzt den Namen zu „Wetterdorf“, hergeleitet aus 1377 Wederstorpe, 1378 wyderstorpe, aus dem mittelhochdeutschen Wort „weder“ oder aus niederdeutsch, mit Wegfall des d, „waeer“, wobei mit Wetter nicht die Witterung gemeint ist, sondern Unwetter, Sturm.

### Eingemeindungen
Wiersdorf gehörte ursprünglich zum Salzwedelischen Kreis der Mark Brandenburg in der Altmark. Von 1807 bis 1813 lag es im Kanton Diesdorf auf dem Territorium des napoleonischen Königreichs Westphalen. Nach weiteren Änderungen kam es 1816 in den Kreis Salzwedel, den späteren Landkreis Salzwedel im Regierungsbezirk Magdeburg in der Provinz Sachsen in Preußen.
Am 1. April 1939 wurden die Gemeinden Wiersdorf und Deutschhorst (mit Ortsteil Nipkendey) im Landkreis Salzwedel zu einer Gemeinde mit dem Namen Wiershorst zusammengeschlossen.
Am 1. Juni 1973 wurde die Gemeinde Wiershorst aus dem Kreis Salzwedel in die Gemeinde Ellenberg eingemeindet. So kamen die Ortsteile Deutschhorst und Nipkendey zu Ellenberg. Wiershorst wurde damit faktisch aufgelöst.
Durch den Zusammenschluss von Ellenberg mit anderen Gemeinden zur neuen Gemeinde Wallstawe am 1. Juli 2009 kam der Ortsteil Wiersdorf schließlich zu Wallstawe.

### Einwohnerentwicklung
| Jahr | Einwohner |
| ---- | --------- |
| 1734 | 48        |
| 1774 | 82        |
| 1789 | 79        |
| 1798 | 77        |
| 1801 | 79        |
| 1818 | 94        |

| Jahr | Einwohner |
| ---- | --------- |
| 1840 | 096       |
| 1864 | 097       |
| 1871 | 101       |
| 1885 | 095       |
| 1892 | [00]089   |
| 1895 | 103       |

| Jahr | Einwohner |
| ---- | --------- |
| 1900 | [00]112   |
| 1905 | 101       |
| 1910 | [00]110   |
| 1925 | 111       |
| 2015 | [0]034    |
| 2018 | [0]033    |

| Jahr | Einwohner |
| ---- | --------- |
| 2020 | [00]29    |
| 2021 | [00]33    |
| 2022 | [00]31    |
| 2023 | [0]31     |

Quelle, wenn nicht angegeben, bis 1925:

## Religion
Die evangelischen Christen aus Wiersdorf gehören zur Kirchengemeinde Dähre, die zur Pfarrei Dähre gehörte und heute betreut wird vom Pfarrbereich Osterwohle-Dähre im Kirchenkreis Salzwedel im Bischofssprengel Magdeburg der Evangelischen Kirche in Mitteldeutschland.

## Kultur und Sehenswürdigkeiten
- Ein Wohnhof am Dorfplatz steht unter Denkmalschutz.
- Am Dorfplatz in Wiersdorf steht eine moderne kleine Kapelle.[3]
- Der Friedhof liegt südwestlich des Dorfes.[3]
- In Wiersdorf steht Denkmal für die Gefallenen des Ersten Weltkrieges, ein abgestufter Feldsteinsockel mit aufgesetztem Findling.[16]

## Wirtschaft
- Biolandhof Wiersdorf